# Список терминов вселенной Дюны
Список терминов и технологий вымышленной вселенной Дюны. Термины, имеющие отношение к природе и географии планеты  Арракис (Дюна), а также слова и понятия языка фрименов приведены в статьях о них.
Показана также вероятная этимология некоторых слов по Павлу Вязникову (см. раздел Литература). Так, многие фрименские слова происходят из йеменского и сирийского диалектов арабского языка, некоторые термины императорского двора и Корпуса Сардаукаров имеют персидское происхождение.

## А
- Аба (англ. aba) — свободное одеяние фрименских женщин; чаще чёрного цвета.
- Ада́б (англ. adab, от арабск. «обычай») — важное, требующее действия воспоминание, которое приходит к человеку помимо его воли.
- Аксолотль-чан (англ. axlotl tank) — технология для выращивания гхол. По сути являются женщинами из ордена Бене Тлейлаксу без спинного и головного мозга, используемыми как инкубаторы.
- Алам аль-Митхаль (англ. Alam al-Mithal) — мистический мир притч, где не действуют физические ограничения.
- «Амполирос» (англ. Ampoliros) — Летучий Голландец космических легенд, свободно дрейфующий звездолёт без экипажа или с мертвым экипажем.
- Амта́ль, правило Амта́ль (англ. Amtal, Amtal Rule) — правило, согласно которому что-то испытывается для выяснения пределов возможности, прочности или для выяснения дефектов.
- Арбитр смены — арбитражный чиновник, назначаемый Высшим Советом Ландсраада и Императором для наблюдения за переходом феода из рук в руки, переговорами в канли или ходом войны асассинов. Его решения могут быть оспорены лишь перед Высшим Советом и в присутствии Императора.
- Асасси́ны — специалисты-убийцы, обычно на службе правящих Домов.
- Аумас, в некоторых диалектах чаумас англ. chaumas) — яд, добавленный только в твёрдую пищу.

## Б
- Балисе́т (англ. baliset) — девятиструнный щипковый музыкальный инструмент, потомок цитры. Наиболее известны балисеты чусукского мастера Вароты.
- Баша́р (англ. bashar), полковник-башар — воинское звание выше уровня полковника, обычно звание командующих военными силами планеты, а также у сардаукаров.
- Бинду (англ. bindu) — слово, применяемое по отношению к нервной системе человека, прежде всего к её тренировке (см. Прана). Бинду-остановка — вызванная усилием воли каталепсия.
- Боевой язык — любой специальный язык с ограниченным словарным составом, разработанный для отчётливого общения в бою. Обычно каждый правящий Дом имел свой, тайный для других, язык. Наиболее известный Б.Я. — чакобса.
- Брачный индекс (здесь «индекс» в значении «список», ср. «Индекс запрещённых книг») — свод записей евгенической программы Бене Гессерит, нацеленной на создание Квисатц Хадераха.
- Бурсег (англ. burseg) — боевой генерал сардаукаров.
- Бхотани джиб — см. Чакобса.

## В
- Великая Конвенция (англ. Great Convention) — высший законодательный пакт Империи, регулирующий отношения между Императором, Ландсраадом и Космической гильдией, обладающей монополией на межпланетные перевозки. Великая Конвенция накладывала также некоторые запреты, главным из которых был запрет на производство мыслящих машин. Кроме того, она запрещала применение атомного оружия против людей. Тем не менее Великим Домам разрешалось иметь личные ядерные арсеналы на случай внезапного вторжения агрессивных инопланетян.
- Война асассинов, Война убийц — форма ограниченных военных и диверсионных действий, разрешённая законами Великой Конвенции и Гильдийского Мира. Цель установления правил В.У. — уменьшение вероятности того, что пострадают кто-либо, не замешанный в конфликте. Закон требует формального извещения о своих намерениях и ограничивает средства и способы борьбы.

## Г
- Гильд-навигаторы (англ. Guild Navigator) — существа на службе Космической гильдии, которые раньше были людьми, но мутировали под действием пряности и находятся в наркотической зависимости от неё; только гильд-навигаторы способны прокладывать оптимальные маршруты путешествий в космосе.
- Глаза иба́да (англ. eyes of ibad, арабск. «ибад» — «культ», «поклонение») — характерный признак употребления большого количества меланжа или спайса. Глаза полностью становятся тёмно-синего цвета. Глаза ибада характерны для жителей Арракиса, навигаторов Космической гильдии и сестёр Бене Гессерит. Чтобы не привлекать к себе повышенного интереса извне, агенты Космической гильдии скрывали глаза ибада контактными линзами.
- Гом-джабба́р (англ. gom jabbar) — «враг высокомерия» особая игла, на кончике которой находился яд метацианид. Использовалась Бене Гессерит для испытания людей на осознание себя человеком и навык контроля своих животных инстинктов. Пол Атрейдес был испытан таким образом перед перелётом с Каладана на Арракис Преподобной матерью Гайей Хеленой.
- Гхо́ла (англ. ghola) — искусственный человек, выращенный с помощью аксолотль-чана из генетических материалов умерших людей. Технология выращивания гхол была разработана орденом Бене Тлейлаксу и орден долгое время удерживал на неё монополию, однако впоследствии Бене Гессерит также ей овладели.

## Д
- Дзенсунни́ты (англ. Zensunni) — последователи схизматической (раскольнической) секты, отколовшейся от учения Мао-мета (т.н. «Третьего Мухаммада») приблизительно к 1381 году Б.Г. Дзенсуннизм уделяет особое внимание мистической практике и «возвращению на путь отцов». Вождём раскола считался Али бен Ошади, но, возможно, он лишь высказывал идеи своей второй жены, Нисаи.
- Дистра́нс (англ. distrans, вероятно, от distance transmission или translation — «дистанционная передача») — устройство, снимающее «отпечаток» ЦНС живого существа. Отпечаток служит декодером звукового послания, что передается вместе с существом. На Дюне для этого чаще всего используют летучих мышей (называемых сейлаго).

## И
- Имперское кондиционирование( Имперская психо-обработка) — разработанная медицинскими школами Сукк  система рефлексов, предотвращающая любое посягательство на жизнь человека.

## К
- Квизара Тафвид (англ. Quizara Tafwid, арабск. «тафвид» — «полномочия», «представительство») — фрименские священнослужители религии Муад’Диба.
- Квиса́тц Хадера́х (англ. Kwisatz Haderach) - от искажённого ивритского «кфица́т-hаде́рех» קפיצת הדרך  - букв. скачок или перепрыгивание пути (в Каббале - человек спобный мгновенно оказаться в пункте назначения), по смыслу - сокращение пути — сверхчеловек, цель селекционной программы ордена Бене Гессерит. Мужчина, обладающий сверхспособностями, умеющий видеть будущее, способный читать генетическую память предков как по женской линии, так и по мужской, недоступной ордену.
- Кимек (англ. Cymek) — машина, управляемая человеческим мозгом; т. е. в совокупности это — киборг.

## Л
- Лита́ния против страха — формула самовнушения, произносимая героями из вселенной Дюны для подавления страха, с целью сфокусировать свой разум в случае опасности.
- Лучемёт или Лазган (англ. lasgun, lasegun — от «lasergun» — «лазерной ружьё»), боевой лазер — непрерывный (неимпульсный) лазер. Основное оружие дома Харконненов  и Сардаукаров. Очень мощное и дальнобойное оружие. Прожигает все известные материалы, но дорог и сложен в обслуживании.
- Лучере́з — вариант лучемёта ближнего действия, применяется в основном как резак и хирургический скальпель.

## М
- Мела́нж(а) (англ. melange) — см. Пряность.
- Ментат (англ. mentat) — человек-«компьютер», обладающий выдающимися аналитическими и вычислительными способностями.
- Мерзость или предрождённый (англ. Abomination; pre-born) — термин, используемый Бене Гессерит, описывающий совсем «нехарактерное», выходящее за этические и моральные рамки поведение индивида. Сёстры считали это крайне разрушительным мистическим состоянием «одержимости», при котором личность из наследственной генетической памяти овладевает душой «предрождённого».
- Муски, в ряде диалектов мурки или чаумуски — яд, добавляемый в напитки. Именно этим ядом был отравлен восьмидесятый Падишах-Император дома Коррино, Элруд IX Коррино, отец Падишах-Императора Шаддама IV.

## Н
- На-баро́н (англ. na-Baron) — титул официального преемника барона (например, на-барон Фейд-Раута Харконнен). Префикс «на-» означает номинированный или следующий в очереди.
- Не-корабль (англ. no-ship) — не-корабль является подтипом не-палаты и используется для межзвёздных перевозок.
- Не-палата (англ. no-chamber) — сооружение, способное скрывать всё, что находится внутри него и само себя от предвидения.

## О
- Орнито́птер (англ. ornithopter), в просторечии то́птер ('thopter) — летательный аппарат, создающий подъёмную силу машущими крыльями.

## П
- Падиша́х-импера́тор (англ. Padishah Emperor) — титул правителя Империи.
- Память Предков (также, иные памяти или Адаб) — способность «помнить» жизни своих предков.
- Пентащи́т (англ. Pentashield) — устройство, перекрывающее проход. Создаётся генератором Хольцмана. Представляет собой пять смежных силовых полей (см. также: эффект Хольцмана)
- Песчаная форель (англ. sandtrout), — молодые песчаные черви. Фримены называли их Маленькие Податели (англ. Little Makers), Податели Пряности, Податели.
- Песчаный червь (англ. Sandworm) — гигантское животное планеты Арракис, существовавшее лишь на ней до эпохи императора Лето II. Фримены называли его Шаи-Хулуд.
- Поле Хольцмана-силовое поле. Широко используется для защиты и антигравитации. С появлением силовых полей огнестрельное оружие стало бессмысленным. см. также: щит силовой, лучемёт.
- Пра́на (англ. Prana), Прана-мускулатура — обозначение групп мышц тела при обучении высшему самоконтролю (см. бинду).
- Преподобная Мать (англ. Reverend Mother) — титул женщины, принадлежащей к ордену Бене Гессерит, успешно прошедшей тренировку.
- Пряность[1] (англ. spice — «специя», также меланж(а)) — вещество со сложным химическим составом, необходимое навигаторам для межзвёздных перелётов. Обладает стимулирующим, гериатрическим и галлюциногенным эффектом. Добывается лишь на планете Дюна.

## Р
- Раззия (англ. razzia, арабск. «бедствие», «беда», «вред») — полупиратский рейд, налёт.

## С
- Сайидди́на — женщина, помощница фрименской Преподобной Матери во время обрядов.
- Сардаука́ры, сардука́ры — элитные войска в армии падишах-императоров дома Коррино, в бою отличаются фанатизмом и жестокостью. Войска сардаукаров готовятся на планете Салуса Секундус. Каждый сардаукар стоил десяти обычных солдат.
- Сейла́го — любой вид рукокрылых, модифицированный на Арракисе и приспособленный для передачи дистранс-сообщений.
- Сиетч — фрименское пустынное поселение.
- Сиетчская оргия — разновидность групповой деятельности (наподобие праздника) у фрименов, в основном, сексуального характера.
- Сирида́р (англ. Siridar, фарси «правитель») — титул правителя планеты по ленному праву (например, сиридар-барон).
- Соларий, солярий (от лат. solar — «солнечный») — основная денежная единица Империи. Её покупательная способность определяется на проводимых раз в 400 лет (кватрисентенниалиях) совещаниях между Гильдией, Ландсраадом и Императором.

## Т
- Тупайле («убежище») — планета или группа планет, где находят убежище потерпевшие поражение Дома Империи. Их место (места) расположения известно лишь Космической гильдии и охраняется Великой Конвенцией и условиями Гильдийского Мира.

## У
- Уле́м (англ. ulema, арабск.) — богослов, доктор теологии у дзен-суннитов.
- Умма (англ. umma, арабск. «нация», «община») — член братства пророков, пророк. В Империи — «сумасшедший предсказатель», презрительное название для предсказателей-фанатиков.
- Урошно́р — кодовое слово, бессмысленное звукосочетание, вводимое Бене Гессерит в подсознание обрабатываемого ими человека для контроля за ним. При звуке урошнора жертва на какое-то время замирает.

## Ф
- Фафрела́х (англ. faufreluches) — жёсткие правила классовых различий, поддерживавшиеся в Империи и определявшиеся формулой: «Место для каждого, и каждый — на своём месте».

## Х
- Хайла́йнер (англ. highliner) — крупнейший космический корабль, используемый для межзвёздных перелётов. Основное грузовое судно в транспортной системе Космической гильдии.
- Ха́рвестер, харвестерная фабрика, кра́улер (англ. harvester, harvester factory, crawler) — машина для добычи Пряности.
- Хео́пс — пирамидальные шахматы с игровым полем, имеющим десять уровней. Игра имеет двойную цель: поставить своего ферзя в вершину пирамиды и дать шах королю противника.

## Ч
- Чакобса (англ. Chakobsa) — язык фрименов, так называемый «магнетический язык», частично происходящий от вымышленного древнего языка Бхотани (или Бхотани Джиб (англ. Bhotani Jib, от арабск. «джиб» — «диалект, наречие»). Представляет собой смесь нескольких наречий, искажённых ради секретности. Раньше служил боевым языком Бхотани — асассинов в Первой войне убийц.

## Ш
- Шатёр тишины — искажающее поле, ограничивающее распространение голоса, либо звуковой генератор, создающий звуки, противофазные подавляемым, т.к. при интерференции они гасятся.
- Шах-Нама (фарси «Книга царей» или «Царская книга») — полулегендарная Первая Книга Странников Дзенсунни.

## Щ
- Щит силовой (англ. defensive shield) — защитное силовое поле, создаваемое генератором Хольцмана. Представляет собой дальнейшее развитие эффекта Хольцмана, основанное на изменённой первой фазе поля силовой подвески (антигравитационной). Щит пропускает только медленно движущиеся объекты (6-10 м/с); он может быть нейтрализован лишь электромагнитным полем практически недостижимой мощности (см. также: лучемёт).

## Э
- Эффект Хо́льцмана (англ. Holtzman effect) — научный феномен во вселенной Дюны. В словаре к «Дюне» Фрэнк Герберт определил его как «отрицательное отталкивающее действие генератора поля».
- Электрофлюи́д (англ. Electrafluid) — особая жидкость, которая поддерживала жизнедеятельность мозга, извлечённого из черепа человека. Находясь в этой жидкости, мозг продолжал мыслить. Общение с этим мозгом происходило при помощи полуфизического, полутелепатического контакта жидкости или самого мозга.

## Я
- Ядоискатель, иногда ядоскоп — ольфакторный анализатор (анализатор запахов), служащий для обнаружения ядов. Непременная принадлежность обеденных столов правящих Домов.